# Stationäre auditorisch evozierte Potentiale
Stationäre akustisch evozierte Potentiale (StAEP) sind Nervenpotentiale, die als Ursache einen kontinuierlichen Reiz in Form eines Schallsignals haben. Im Gegensatz zu den klickevozierten Potentialen besteht das Schallsignal aus mehreren Reintönen, die auf verschiedene Art und Weise moduliert sein können.
Die StAEP stellen eine wichtige Gruppe der Verfahren dar, mit denen ohne verletzende und zerstörerische Eingriffe das Gehör in seiner Funktion untersucht und vor allem erforscht werden können.
Die Messung von StAEP erfolgt durch Anbringen von Elektroden am Kopf einer Versuchsperson und anschließender Anregung des Gehörs mit einem Schall aus einem Kopfhörer. Die elektrischen Spannungen zwischen den Elektroden werden von einem Meßrechner aufgezeichnet und ausgewertet.

## Einteilung
Eine Einteilung der StAEP kann anhand des Schallreizes erfolgen. Versuche wurden durchgeführt mit:
- Reintönen
- Kombinationen von Reintönen
- Amplitudenmodulation von Reintönen
- Frequenzmodulation von Reintönen
- Amplitudenmodulation von Schmalbandrauschen

Zusätzliche Variationen ergeben sich durch die Platzierung der Elektroden. Die unterschiedlichen Entstehungsorte der Potentiale im Stammhirn und in der Hörverarbeitung wirken sich hier differenziert aus.

### Amplitudenmodulierte Reintöne
Den StAEP mit amplitudenmodulierten Reintönen kommt eine besondere Bedeutung zu. Hier wird ein Sinuston im Hörbereich (Trägerfrequenz) mit einem relativ niedrig frequenten Sinussignal amplitudenmoduliert, also schlicht multipliziert. In den gemessenen Potentialen zeigen sich Maxima, die synchron sind mit der niederfrequenten Modulationsfrequenz. Das Auftreten dieser Modulationsfrequenz in den Potentialen wird nun als Hinweis auf ein „Funktionieren“ der Hörorgane bei der Trägerfrequenz gewertet. Dies beruht auf der gut belegten Annahme, dass die Neuronen der Hörbahn zwar nicht so schnell feuern können wie die Trägerfrequenz schwingt (z. B. 1500 Hz) aber doch deutlich schneller als die Modulationsfrequenz (z. B. 80 Hz). Auf der Basilarmembran dem eigentlichen Sensor des Ohres jedoch werden nur die Trägerfrequenz und die Seitenbänder – in unserem Beispiel 1420 Hz und 1580 Hz – angeregt, also ein kleiner Teil des Spektrums.
Wird nun im gemessenen Potential ein regelmäßig mit der Frequenz 80 Hz auftretendes Maximum sichtbar, dann muss der Reiz im Ohr verarbeitet worden sein, was auf ein zumindest in Teilen intaktes Gehör schließen lässt.

## Forschungsziele
Besonders die Messmethoden mit amplitudenmodulierten Signalen sollen so weit verfeinert werden, dass eine Bestimmung der Hörschwelle bei verschiedenen Frequenzen möglich wird.